# Аксштедт
Аксштедт (нім. Axstedt) — громада в Німеччині, розташована в землі Нижня Саксонія. Входить до складу району Остергольц. Складова частина об'єднання громад Гамберген.
Площа — 10,70 км2. Населення становить 1208 ос. (станом на 31 грудня 2021).